# Walter Durth
Walter Durth (* 10. Januar 1935 in Betzdorf; † 6. Dezember 2017) war ein deutscher Verkehrsingenieur. Er war Professor an der Technischen Universität Darmstadt. Er war ein Bruder von Werner Durth.

## Leben
Durth wurde 1972 in Darmstadt promoviert. Er war ab 1964 bei der Hessischen Straßenbauverwaltung und leitete zuletzt ab 1974 das Autobahnamt in Frankfurt am Main. 1979 bis 1997 war er Professor für Straßenwesen in Darmstadt. Er schrieb Standardwerke über Straßenplanung, Straßenentwurf und Straßenbetrieb und befasste sich insbesondere mit den Einflussgrößen der Trassierung und des Straßenwinterdienstes in Bezug auf die Verkehrssicherheit. 1996 erhielt er die Ehrennadel der Forschungsgesellschaft für Straßen- und Verkehrswesen.